# Provincia de Ruse
La provincia de Ruse (en búlgaro, Област Русе) es una provincia del norte de Bulgaria. Tiene una población estimada, a fines de 2022, de 189 623 habitantes.
Limita al norte con el Danubio, frontera natural con Rumania, y en el interior de Bulgaria con las provincias de Silistra, Razgrad, Targovishte y Veliko Tarnovo.

## Subdivisiones
La provincia está integrada por ocho municipios:
- Municipio de Borovo
- Municipio de Byala
- Municipio de Vetovo
- Municipio de Dve Mogili
- Municipio de Ivanovo
- Municipio de Ruse
- Municipio de Slivo Pole
- Municipio de Tsenovo